# Ezra Pound
Ezra Weston Loomis Pound (ur. 30 października 1885 w Hailey na Terytorium Idaho, zm. 1 listopada 1972 w Wenecji ) – amerykański poeta, tłumacz, publicysta i krytyk literacki, obok Thomasa Stearnsa Eliota uważany za najwybitniejszego przedstawiciela poezji modernistycznej. Sławę i uznanie zyskał jako twórca teorii imagizmu i jego kontynuacji – wortycyzmu, jako czołowych prądów w sztuce Stanów Zjednoczonych okresu międzywojennego.
Zarówno poezja, jak i poglądy estetyczne Ezry Pounda powstawały pod ogromnym wpływem teologii Emanuela Swedenborga oraz twórczości Dantego Alighieri.

## Życie
Syn Homera Loomisa Pounda i Isabel Weston Pound. Studiował na Uniwersytecie Pennsylvania (gdzie poznał W.C. Williamsa), w Hamilton College i Wabash College. 
Po rezygnacji z nauki w Wabash w 1908 odbył długą podróż do Europy, której konsekwencją była przeprowadzka do Londynu. Podczas pobytu w Londynie zaprzyjaźnił się z Yeatsem i stworzył zręby teoretyczne imagizmu i wortycyzmu, będących rewolucyjnym sprzeciwem wobec akademickiej poezji wiktoriańskiej. Poprzez imagizm Pound wywarł wielki wpływ na poezję XX wieku – jego uczniami byli w tym czasie m.in. T.S. Eliot i James Joyce. 
W swoich wierszach Pound sięgał swobodnie do tradycji różnych epok, których znajomość pogłębiał dzięki pracy translatorskiej – tłumaczył m.in. dzieła Konfucjusza i dramaty japońskie, a także haiku. Wpływy poezji dalekowschodniej odcisnęły piętno również na jego własnej twórczości.
Chłodna jak blade, mokre liście

 konwalii

 Leżała obok mnie o świcie
Wzorem Walta Whitmana, nie stronił także od mowy potocznej. Temat ten podejmuje m.in. wiersz Pakt, w którym poeta wyznaje:
Zawrę pakt z tobą, Walcie Whitmanie –

 Dość już długo cię nienawidziłem (...)

 Jedne soki żywią nas i jeden korzeń –

 Godzi nam się nawiązać stosunki.
W 1914 Pound ożenił się z Dorothy Shakespear, a w 1920 osiadł w Paryżu, gdzie kontynuował pracę nad swoim opus magnum – cyklem The Cantos (Pieśni), będącym w zamiarze autora poematem epickim i współczesnym odpowiednikiem Boskiej komedii Dantego. W 1922 poznał skrzypaczkę Olgę Rudge, z którą – za wiedzą żony – nawiązał związek miłosny, trwający aż do śmierci Pounda. 
W połowie lat 20. przeniósł się do Włoch. Tam uległ fascynacji faszyzmem i osobą Mussoliniego (był u niego na audiencji), a w jego publicystyce zaczęły się pojawiać silne akcenty antysemickie. Był zadeklarowanym faszystą od 1933 roku. W trakcie II wojny światowej wygłaszał propagandowe antyżydowskie i skierowane przeciwko Anglikom i Amerykanom przemówienia w Radiu Rzym w latach 1941–1943, co stało się w 1945 podstawą oskarżenia o kolaborację i zdradę stanu. 
Pound został aresztowany przez Amerykanów niedaleko Genui i osadzony w obozie jenieckim w Pizie (gdzie spędził 25 dni w otwartej klatce, co przyczyniło się do jego załamania nerwowego). Uznano go za chorego psychicznie i umieszczono na 12 lat w St. Elizabeths Hospital dla psychicznie chorych przestępców w Waszyngtonie, gdzie przebywał do 1958 roku. W szpitalu wspierał Ruch Supremacji Białych Amerykanów.
Po opuszczeniu zakładu zamkniętego powrócił do Włoch i podjął zwieńczoną niepowodzeniem próbę kontynuacji Cantos. W 1967 roku w trakcie wywiadu z Allenem Ginsbergiem odciął się od antysemityzmu. Zmarł 5 lat później w Wenecji 1 listopada 1972 roku po chorobach, w tym depresji. Pochowano go na Cimitero di San Michele w Wenecji.

## Dzieła (wybór)
- 1908 A Lume Spento
- 1908 A Quinzaine for This Yule
- 1909 Personae
- 1909 Exultations
- 1910 Provenca
- 1911 Canzoni
- 1912 Ripostes of Ezra Pound
- 1915 Cathay
- 1917 Lustra of Ezra Pound,
- 1918 Quia Pauper Amavi
- 1919 The Fourth Canto
- 1920 Umbra
- 1920 Hugh Selwyn Mauberley[5]

- 1921 Poems, 1918-1921
- 1925 A Draft of XVI Cantos
- 1927 Exile
- 1928 A Draft of the Cantos 17-27
- 1933 A Draft of XXX Cantos
- 1934 Homage to Sextus Propertius
- 1934 Eleven New Cantos: XXXI-XLI
- 1937 The Fifth Decade of Cantos
- 1940 Cantos LII-LXXI
- 1948 The Pisan Cantos
- 1950 Seventy Cantos,
- 1956 Section Rock-Drill, 85-95 de los Cantares
- 1959 Thrones: 96-109 de los Cantares
- 1968 Drafts and Fragments: Cantos CX-CXVII

## Polskie tłumaczenia
- 1960 Maska i pieśń: antologia poezji (przeł. Jerzy Niemojowski).
- 1988 Wyspy na jeziorze (antologia modernizmu anglo-amerykańskiego w przekładach Krzysztofa Boczkowskiego, Andrzeja Szuby i Leszka Engelkinga pod red. Leszka Engelkinga)
- 1989 Poezje wybrane (przeł. i oprac. Leszek Engelking), wyd. LSW
- 1993 Poezje (przeł. Jerzy Niemojowski)
- 1993 Z nowoczesnej poezji amerykańskiej (przeł. Krzysztof Boczkowski), wyd. L' Europe
- 1996 Pieśni (przeł. Leszek Engelking, Kuba Kozioł, Andrzej Szuba i Andrzej Sosnowski, wybór Andrzej Sosnowski), wyd PIW
- 1996 Duch romański (przeł. Leszek Engelking), wyd. Czytelnik
- 2000 Liryki najpiękniejsze (przeł. Leszek Engelking, Jerzy Niemojowski, red. Jerzy Kapica)
- 2003 Sztuka maszyny i inne pisma (przeł. Ewa Mikina), wyd. Czytelnik
- 2003 Antologia Poetów Najbliższych (przeł. Krzysztof Boczkowski), wyd. Krytyki Artystycznej Miniatura
- 2011 XXX cantos  (tłumaczenie i wstęp Czesław Karkowski), wyd. CreateSpace, Charleston 2011, ISBN 978-1463560041
- 2012 Wiersze, poematy i Pieśni (przeł. i oprac. Leszek Engelking), wyd. Biuro Literackie